# Kerman (provins)
Kerman (persiska کرمان) är en provins i sydöstra Iran. Vid folkräkningen 2016 hade den 3 164 718 invånare, på en yta av 182 726 km². Administrativ huvudort är staden Kerman. Andra större städer är Bam (länge ett stort turistmål, och uppmärksammad för jordbävningen 2003), Jiroft, Rafsanjan och Sirjan. Halil (även känd som Kharan eller Zar Dasht i dess övre delar) är en 390 km lång flod i Kerman.

## Administrativ indelning
Provinsen Kerman var vid folkräkningen 2016 indelad i 23 delprovinser (shahrestan), i sin tur indelade på ytterligare administrativa nivåer.
- Anar
- Anbarabad
- Arzuiyeh
- Baft
- Bam
- Bardsir
- Fahraj
- Faryab
- Jiroft
- Kahnuj
- Kerman
- Kuhbanan
- Manujan
- Narmashir
- Qaleh-ye Ganj
- Rabor
- Rafsanjan
- Ravar
- Rigan
- Rudbar-e Jonubi
- Shahr-e Babak
- Sirjan
- Zarand